# Issue de secours (film, 1999)
Pour plus de détails, voir Fiche technique et Distribution.
Issue de secours (Do Not Disturb) est un thriller germano-néerlandais écrit et réalisé par Dick Maas, sorti en 1999.

## Synopsis
Président d'une société pharmaceutique, Walter Richmond est en voyage d'affaires à Amsterdam pour signer un important contrat. Il est accompagné de son épouse Cathryn et de leur petite fille de dix ans, Melissa. Muette, elle est toujours accompagnée d'une petite ardoise magique autour de son cou pour communiquer avec autrui. Alors qu'ils s'installent dans un palace pour y séjourner, ils remarquent que le bâtiment est en pleine effervescence car une rock star est de passage dans la capitale néerlandaise. Dans la confusion, Melissa se perd dans les couloirs de l'hôtel et assiste, par hasard, à un meurtre. La victime n'est d'autre que l'avocat d'un client hollandais de son père. Repérée par les assassins, Melissa s'enfuit et cache en ville auprès d'un SDF. Mais les meurtriers sont prêts à tout pour l'éliminer.

## Fiche technique
- Titre original : Do Not Disturb
- Titre français : Issue de secours
- Réalisation, scénario et musique : Dick Maas
- Montage : Bert Rijkelijkhuizen
- Photographie : Marc Felperlaan
- Production : Dick Maas et Laurens Geels
- Pays d'origine :  Pays-Bas,  Allemagne
- Langue originale : anglais
- Format : couleur
- Genre : thriller
- Durée : 94 minutes
- Dates de sortie : 
  - Pays-Bas : 4 novembre 1999
  - France : 14 juin 2000

## Distribution
- William Hurt (VF : Richard Darbois) : Walter Richmond
- Jennifer Tilly : Cathryn  Richmond
- Francesca Brown : Melissa Richmond
- Denis Leary : Simon
- Michael Chiklis : Rudolph Hartman
- Aaron Swartz : Le lieutenant Winter
- Corey Johnson : Bruno Decker
- Tim Faraday : Le lieutenant Brand
- Jason Merrells : Chris Mulder
- Francis Matthews : Cornelius Beaumont
- Michael A. Goorjian : Billy Boy Manson
- David Gwillim : Simon Van der Molen